# Trekejsaråret
Trekejsaråret (tyska: Dreikaiserjahr) betecknar år 1888 i Tysklands historia. Den 9 mars 1888 avled Preussens kung Vilhelm I, som tillika efter fransk-tyska kriget 1870-1871 blivit kejsare i det nya tyska riket, i Berlin. Han efterträddes omgående av sin son kejsar Fredrik III som dock avled redan efter 99 dagar som tysk kejsare och preussisk kung, den 15 juni detta år. Fredrik III efterträddes då av sin son, den 29-årige kejsar Vilhelm II. Samtliga tre kejsare av Tyska Kejsardömet (1871-1918) regerade under år 1888.

## Situation
Vilhelm I hade varit preussisk kung innan det tyska riket grundades, mycket genom Otto von Bismarcks förtjänst. Då monarken i Tysklands största delstat haft en viktig roll i enandet, styrde kejsar Vilhelm I det tyska riket sedan Tysklands enande den 18 januari 1871. Han levde tills han blev nästan 91 år gammal, och regerade över Preussen i 27 år och Tyskland i 17 år. Hans son, kronprins Fredrik Vilhelm, firades för sina militära handlingar och sitt ledarskap i de krig som utkämpades för att ena Tyskland. Fredrik ledde staber och arméer under andra schlesiska kriget, kriget mellan Österrike och preussen, och fransk-preussiska kriget. Kronprins Fredrik Vilhelm hade just fyllt 56 år innan det blev 1888. Fredrik hade vid den tiden också flera barn, och hans tronarvinge hette Vilhelm, efter sin farfar. Vilhelm fyllde 29 år i januari 1888.

## Snabb tronföljd
I mars 1888 avled kejsar Vilhelm I efter en lång regeringstid. Han efterträddes av sonen Fredrik Vilhelm, vilken kallade sig Fredrik III då han besteg tronen. Förutom sina militära framgångar ansågs Fredrik III vara liberal — gift med brittiska prinsessan Victoria. Dock hade Fredrik när hans far dog drabbats av larynxcancer. Fredrik försökte få sjukdomen botad, vilket misslyckades. På grund av sjukdomen och efterföljande behandling hade Fredrik talsvårigheter under sin korta regeringstid. Han fick främst inrikta sig på att kommunicera genom skrift. Fredrik utförde dock några av sina arbetsuppgifter som kejsare trots långvarig sjukdom; dock ledde de inte till någon längre påverkan på Tyskland. Han dog efter bara 99 dagar som regent den 15 juni 1888. Fredriks son, kronprins Vilhelm, besteg då den preussisk-tyska tronen som Vilhelm II. Till skillnad från sin far visade Vilhelm II inga liberala tendenser. Vilhelm II kom slutligen att leda Tyskland in i första världskriget och styrde tills han abdikerade vid Kejsardömet Tysklands sammanbrott vid krigsslutet 1918.

## Galleri

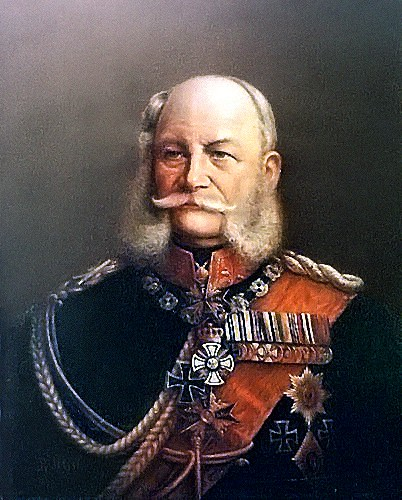
Vilhelm I.
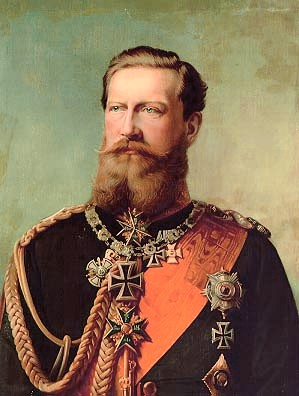
Fredrik III.
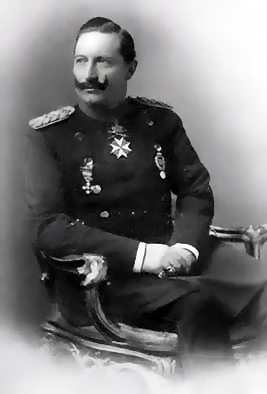
Vilhelm II.

### Fotnoter
1. 1 2 3 4  Pike
2. 1 2  Tipton, p. 175.
3. ↑  Nichols, p. 1.
4. 1 2  Berghahn, p. 282.
5. ↑  Kollander, p. 79.
6. ↑  Cecil, p. 110.